# جو يوجين كيرنان
جو يوجين كيرنان (بالإنجليزية: Joe E. Kernan)‏ هو ضابط أمريكي، ولد في 8 أبريل 1946 في شيكاغو في الولايات المتحدة.

## وصلات خارجية
- جو يوجين كيرنان على موقع إن إن دي بي (الإنجليزية)